# Neustadt am Main
Pour les articles homonymes, voir Neustadt.
Neustadt am Main est une commune de Bavière (Allemagne), située dans l'arrondissement de Main-Spessart, dans le district de Basse-Franconie.